# Cuthill-McKee-Algorithmus
Der Cuthill-McKee-Algorithmus (benannt nach Elizabeth Cuthill und James McKee) ist in der numerischen Mathematik ein Algorithmus, der eine symmetrische dünnbesetzte Matrix in eine Bandmatrix mit einer geringeren Bandbreite transformiert.  Für Bandmatrizen existieren sehr effiziente Berechnungsalgorithmen, beispielsweise für die Lösung von sehr großen linearen Gleichungssystemen (siehe BLAS).
Der umgekehrte Cuthill-McKee-Algorithmus von Alan George ist derselbe Algorithmus mit umgekehrter Indexreihenfolge. Im Allgemeinen führt der umgekehrte Algorithmus zu einem geringeren Fill-in, wenn eine Gaußelimination durchgeführt wird. Unter „Fill-in“ versteht man das Entstehen von Nichtnull-Elementen an Positionen, die in der ursprünglichen Matrix mit Null besetzt sind.
Der Cuthill-McKee-Algorithmus unterscheidet sich von der Breitensuche für Graphen durch seine Reihenfolge, die durch Nummerierung adjazenter Knoten anhand ihres Grades ermittelt wird.

## Algorithmus
Es sei {\displaystyle M\!} eine {\displaystyle n\times n} Adjazenzmatrix, also eine symmetrische Matrix, die als Einträge nur Nullen und Einsen besitzt. Der Cuthill-McKee-Algorithmus ist eine Umnummerierung der Knoten des durch die Adjazenzmatrix repräsentierten Graphen, um die Bandbreite der Adjazenzmatrix zu reduzieren. Der Algorithmus errechnet ein {\displaystyle n}-Tupel von Knoten, die die neue Reihenfolge darstellen, wie folgt:
- Man wähle einen Startknoten {\displaystyle x\!} und setze {\displaystyle R:=(x)\!}.

- Für {\displaystyle i=1,2,\dots } führe, solange {\displaystyle |R|<n} ist, folgende Schritte aus:

- Konstruiere die Menge der adjazenten Knoten {\displaystyle A_{i}} von {\displaystyle R_{i}}, wobei {\displaystyle R_{i}} die {\displaystyle i}-te Komponente von {\displaystyle R} ist, und schließe alle Knoten aus, die schon in {\displaystyle R} enthalten sind: {\displaystyle A_{i}:=\operatorname {Adj} (R_{i})\setminus R}
- Sortiere {\displaystyle A_{i}} nach steigendem Knotengrad.
- Hänge {\displaystyle A_{i}} an das Ergebnis-Tupel {\displaystyle R} an.

### Wahl des Startknotens
Die Qualität der durch den Algorithmus bestimmten neuen Nummerierung bzw. Permutation hängt entscheidend von der Wahl des Startknotens ab. Da das Bandbreitenminimierungsproblem NP-schwer ist, fällt auch die Wahl eines optimalen Startknotens in diese Komplexitätsklasse. Stattdessen schlagen Cuthill und McKee vor, immer einen Knoten minimalen Grads zu wählen, dies hat sich aber in der Praxis nicht bewährt. Alternativ ist auch die Wahl eines peripheren Knotens, also eines Knotens im Rand des Graphen, als Startknoten naheliegend. Das Bestimmen eines peripheren Knotens ist allerdings nur in quadratischer Laufzeit möglich, was den eigentlichen Algorithmus dominiert. Daher begnügt man sich in der Praxis damit einen pseudo-peripheren Knoten zu wählen, der auf folgende Weise ermittelt werden kann:
1. Man wähle einen beliebigen Knoten {\displaystyle x\in X\!}.
2. Man erzeuge die Schichtung {\displaystyle \{L_{0}(x),...,L_{\varepsilon (x)}(x)\}\!} mit der Wurzel {\displaystyle x\!}.
3. Man wähle einen beliebigen Knoten minimalen Grades {\displaystyle r\in L_{\varepsilon (x)}(x)\!}.
4. Man erzeuge die Schichtung {\displaystyle \{L_{0}(r),...,L_{\varepsilon (r)}(r)\}\!} mit der Wurzel {\displaystyle r\!}. Falls {\displaystyle \varepsilon (r)>\varepsilon (x)\!}, ersetze man {\displaystyle x\!} durch {\displaystyle r\!} und gehe nach 3.
5. {\displaystyle r\!} ist ein pseudo-peripherer Knoten.

Als Exzentrizität {\displaystyle \varepsilon (x)\!} eines Knotens {\displaystyle x\!} eines zusammenhängenden Graphen bezeichnet man die Größe {\displaystyle \varepsilon (x):={\underset {y\in X}{\max }}{\text{ dist}}(x,y).\!}

## Anwendung
Der Algorithmus wird angewendet, um die Bandbreite von Matrizen zu reduzieren und damit zum Beispiel den Aufwand der Gauß-Elimination bei der Lösung linearer Gleichungssysteme drastisch zu verringern.